# Sieja ostropyska
Sieja ostropyska (†Coregonus oxyrinchus) – gatunek wymarłej ryby z rodziny łososiowatych. Nie stwierdzono jej występowania od 1940.

## Występowanie
Występowała w zlewiskach mórz Bałtyckiego i Północnego, jeziorach Ładoga i Onega oraz w Alpach. Przeważnie była rybą niewędrowną, żyjącą w jeziorach, chociaż w Łabie i Renie występowała forma wędrowna.

## Opis
Osiągała długość 50 cm. Ciało wysmukłe, lekko bocznie spłaszczone. Pysk stożkowato wydłużony, otwór gębowy w położeniu dolnym. Na pierwszym łuku skrzelowym od 36 do 44 wyrostków filtracyjnych. Grzbiet szaroniebieski lub niebieskozielony, boki i brzuch perłowobiałe. Tęczówka oka brązowawa.